# Myt' vesny
Myt' vesny (ukrainska: Мить весни, svenska: En tidig vår) är ett album producerat av den ukrainska sångerskan Ruslana. Albumet släpptes 1998 och är hennes första. På CD:n finns också liveinspelningar från en av hennes konserter.

## Låtlista
Myt' Vesny
1. Vesnjana Introduktsija (Весняна Інтродукція)
2. Myt' Vesny (Мить Весни)
3. Svitanok (Світанок)
4. Svitlo j Tin' (Світло Й Тінь)
5. Ostannja Podorozh (Остання Подорож)
6. Balada Pro Pryntsesu (Балада Про Принцесу)
7. Sjtjastja (Щастя)
8. Ty (Ти)
9. Tik-Tak Kolyskova (Тік-Так Колискова)

Dzvinkyj viter Live
1. Vam i Ne Snylosja (Вам І Не Снилося)
2. Ostannja Podorozh (Остання Подорож)
3. Ty (Ти)
4. Svitanok (Світанок)
5. Try Tysjatji Rokiv Tomu (Три Тисячі Років Тому)
6. Vtratjenyj Raj (Втрачений Рай)
7. Polum'ja Dosjtju (Полум'я Дощу)
8. Luna (Луна)
9. Balada Pro Pryntsesu (Балада Про Принцесу)
10. Oj, Letily Dyky Husy (Ой, Летіли Дики Гуси)